# Emporio cattolico
Emporio cattolico è un saggio dello scrittore e giornalista italiano Vittorio Messori.

## Contenuto
Questo libro è il quarto volume di una collana che ha preso il nome Vivaio da una rubrica del quotidiano cattolico Avvenire. L'autore, partendo dall'attualità, indaga e riflette per ritrovare una prospettiva cristiana sugli eventi.

## Edizioni
- Vittorio Messori, Emporio cattolico, SugarCo Edizioni, 2006,  p. 478, ISBN 88-7198-517-6.